# Radio Star (Marseille)
Pour les articles homonymes, voir Radio Star.
 (décembre 2014).
Radio Star est une station de radio régionale basée à Marseille, diffusant ses programmes dans la région Provence-Alpes-Côte d'Azur.

## Historique
La radio a démarré ses émissions à Marseille en mars 1982, mais elle n'a eu l'autorisation de ne diffuser qu'en 1983, à l'époque de l'expansion des radios libres. Depuis, la station a étendu sa zone de diffusion aux grandes villes de Provence-Alpes-Côte d'Azur (Toulon, Nice, Monaco, Menton, Manosque, Digne et Sisteron).
Dans les années 1980, Radio Star est la première radio musicale, mais est de plus en plus concurrencée par les radios indépendantes : Radio Service et NRJ. La station organise une soirée annuelle baptisée les « Antennes d'or » où des vedettes de la chanson se produisent en spectacle. La Radio perd peu à peu ses recettes publicitaires au bénéfice de Radio Service, NRJ, Skyrock et Europe 2. La politique commerciale est si désastreuse que le service de publicité dépend de RMC, ainsi que son code Minitel qui est en 1990, 36 15 code RMC rubrique Star. En 1991, Radio Star, au bord de la faillite, perd sa fréquence historique du 95,1 à Marseille et devient, après quelques semaines d'absence Radio Star programme Fun Radio sur le 103,1 FM.
En 1996, Radio Star redevient indépendante et diffuse un programme musical senior qui est un échec. En 1998, Radio Star s'oriente vers un programme musical rajeuni axé sur des hits, du rap marseillais et du funk. En 2008, Radio Star fait partie des radios les plus écoutées à Marseille[source secondaire nécessaire] et dans sa région. Radio Star est membre du groupe des Indés Radios.
La station est devenue, en 2008, la radio officielle du club de football de l'Olympique de Marseille.
Plusieurs célébrités ont débuté sur Radio Star, notamment Childéric Muller, Jean-Marc Morandini ou Thierry Bezer ou bien François Sorel[réf. souhaitée].

## Diffusion
| Ville/Commune   | Département             | Fréquence | Note                       |
| --------------- | ----------------------- | --------- | -------------------------- |
| Marseille-Aix   | Bouches-du-Rhône        | 92.3      | Émetteur principal         |
| Aubagne         | Bouches-du-Rhône        | 92.2      |                            |
| Nice            | Alpes-Maritimes         | 92.4      |                            |
| Toulon          | Var                     | 90.2      |                            |
| Avignon         | Vaucluse                | 87.8      | Diffusion à partir de 2008 |
| Orange          | Vaucluse                | 87.8      | Diffusion à partir de 2008 |
| Digne-les-Bains | Alpes-de-Haute-Provence | 100.2     | Diffusion à partir de 2008 |
| Manosque        | Alpes-de-Haute-Provence | 93.7      | Diffusion à partir de 2008 |
| Sisteron        | Alpes-de-Haute-Provence | 100.3     | Diffusion à partir de 2008 |